# TV 2 Film
TV 2 Film var TV 2s 24-timers filmkanal. Kanalen gik i luften 1. november 2005 kl. 21:00. Kanalen var fra lancering til 2007 delvis reklamefinansieret, men kanalen stoppede reklamevisningen i 2007, idet indtjeningen fra reklamer var beskeden. Kanalen stoppede 9. januar 2015, hvor den blev erstattet af TV 2 Sport.
De grønne slagtere var den første film der blev sendt på TV 2 Film.

## Lancering i HD
Den 1. januar 2009 blev TV 2 Film lanceret i HD. Kanalen fungerede som et spejl af den eksisterende SD-kanal. Når film vistes i HD vistes det officielle TV 2 Film HD logo, mens HD stod i parentes ved film, der vistes i opskaleret HD.

## Eksterne kilder og henvisninger
- TV 2 Film's historie på Mediefonen.dk Arkiveret 31. juli 2012 hos  Wayback Machine

| Fjernsyn | Spire Denne artikel om et tv-program er en spire som bør udbygges. Du er velkommen til at hjælpe Wikipedia ved at udvide den. |